# 774
Năm 774 là một năm trong lịch Julius.

## Sự kiện
- Sự kiện gia tăng một lượng lớn cacbon-14 (khoảng 1.2%) vào không khí, từ năm 774 đến mùa hè năm 775, được các nhà khoa học phát hiện nhờ những đường vân gỗ trên thân cây. Khi đó ở Anh nhiều người đã thấy một hình một cây thánh giá màu đỏ trên bầu trời, nghi là được phát sinh từ lượng cacbon-14 gia tăng này.